# Pangloss
Pangloss es un personaje de Cándido, novela del escritor francés Voltaire. Es el tutor de Cándido durante su estancia en el castillo alemán de Thunder-ten-tronckh, en Westfalia, y posteriormente se une a Cándido en algunas de sus desventuras. Como la mayoría de los personajes de Cándido, Pangloss es un "personaje plano": posee sólo leves rasgos psicológicos que no evolucionan demasiado a lo largo de la historia.
Pangloss es un seguidor del filósofo Gottfried Leibniz, o como muchos han señalado, su caricatura o sencillamente su sátira, el cual en su Teodicea afirmó que vivimos en «el mejor de los mundos posibles». De ahí que Pangloss señale continuamente que "no existe efecto sin causa", o dicho de otro modo, que todo lo que existe, desde la nariz de nuestro rostro hasta las catástrofes naturales, responde a un propósito específico.

"Demostrado está -decía Panglós- qué no pueden ser las cosas de otro modo, porque habiéndose hecho todo con un fin, no puede menos éste de ser el mejor de los fines. Nótese que las narices se hicieron  para llevar anteojos, y por eso nos ponemos anteojos; las piernas notoriamente  para las calcetas, y por eso se traen calcetas; las piedras para sacarlas de la cantera y hacer quintas, y por eso tiene su señoría una hermosa quinta; el barón principal de la provincia ha de estar más bien aposentado qué otro ninguno, y como los marranos nacieron para que se los coman, todo el año comemos tocino. De suerte que los que han sustentado que todo está bien, han dicho un disparate, porque debían decir que todo está en el último ápice de la perfección.

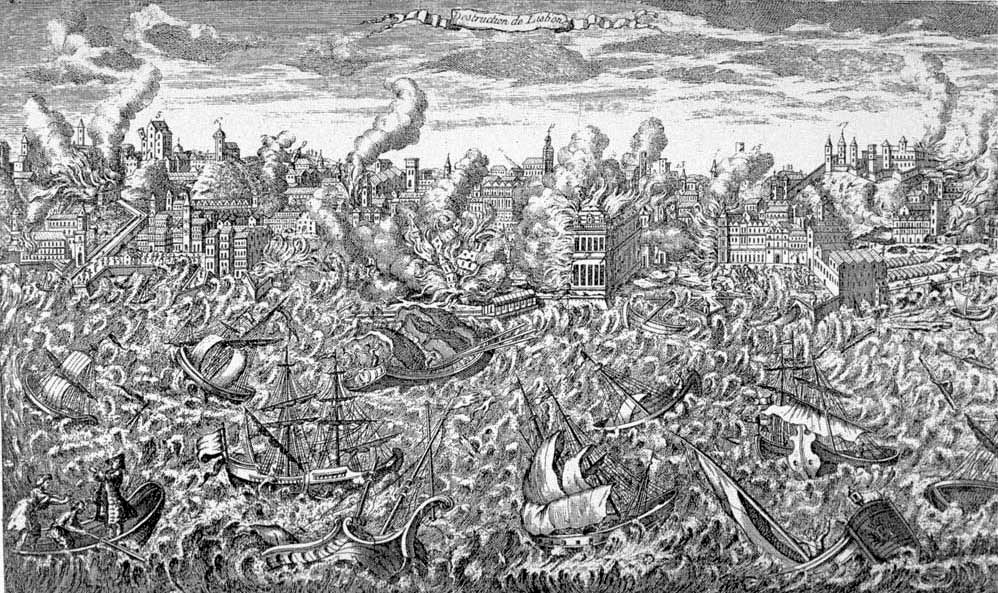
Grabado en cobre de 1755 que representa el terremoto de Lisboa de ese mismo año. Ese hecho, junto con la Guerra de los Siete Años, inspiró a Voltaire para escribir "Cándido".

Sin embargo, esta cosmovisión provoca que Pangloss no sólo mantenga el optimismo ante la terrible tragedia, sino que la justifique.
Por ejemplo, cuando Cándido, Pangloss y Santiago el anabaptista se embarcan rumbo a Lisboa, una tormenta sacude la nave y Santiago cae por la borda. Pangloss detiene a Cándido cuando se dispone a saltar al mar para salvarlo, aduciendo que la bahía de Lisboa ha sido hecha expresamente para que Santiago se ahogara en ella.
A Pangloss se contrapone durante todo su periplo el personaje de Cacambo, que representa la sabiduría popular y práctica.

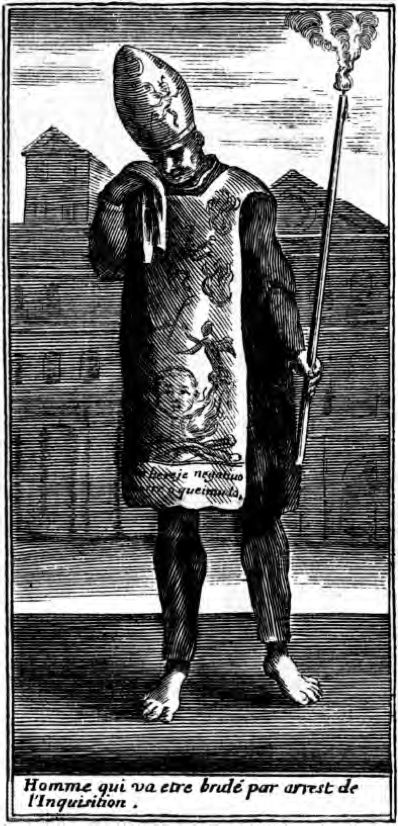
Pangloss reo de la Inquisición.

Aunque el propio Pangloss sufre una serie de desgracias, como una tentativa de ejecución por parte de la Inquisición o estar preso en una galera turca, sólo adopta una visión más práctica hacia el final de la novela, cuando confiesa que toda su vida ha sufrido horribles infortunios, pero como una vez había mantenido que todo sucedía para bien, sigue empeñado en sustentarlo a pesar de no creerlo ya. Esto viene a demostrar que Pangloss no cree en su propia filosofía, sin embargo, se aferra a sus principios para preservar su dignidad como filósofo. De hecho, pocas páginas después, aparece discutiendo su filosofía con Cándido, aunque esto no significa en absoluto que él mismo crea en sus argumentos.
El nombre Pangloss se construye a partir del prefijo y del sufijo griegos pan- (que significa totalidad) y -gloss, (que significa lengua). De esta forma, se bautiza como Dr. Pangloss a un personaje erudito para dar a entender que domina todas las lenguas; no obstante, otra posible traducción de "Pangloss" sería "todo lengua", es decir, alguien que habla locuazmente sin pensar. Voltaire habría mostrado con esta novela su particular retrato de lo que la gente común suele considerar digno de personas honorables y respetables.

## Panglossianismo
El término "panglossianismo" se refiere al optimismo infundado como el que ejemplifican las creencias de Pangloss, que es el opuesto al pesimismo de su compañero de viaje Martín, quien pone su énfasis en el libre albedrío. La frase "pesimismo panglossiano" se ha usado para describir aquella posición pesimista en que, presuponiendo que este es el mejor de los mundos posibles, es imposible en una situación dada conseguir nada mejor.
El  paradigma panglossiano es un término acuñado en el ámbito de la biología evolutiva por Stephen Jay Gould y Richard Lewontin para referirse a la idea de que todo se ha adaptado específicamente para ajustarse a unos propósitos concretos. En vez de eso, ellos argumentan que la ocurrencia de accidentes y  exaptaciones  (el uso de características viejas para propósitos nuevos), juega un importante papel en el proceso de  evolución.